# Cotana albaserrati
Cotana albaserrati är en fjärilsart som beskrevs av George Thomas Bethune-Baker 1910. Cotana albaserrati ingår i släktet Cotana och familjen Eupterotidae. Inga underarter finns listade i Catalogue of Life.